# Sigismund Thalberg
Sigismund Thalberg (født 8. januar 1812 i Pâquis ved Genève, død 28. april 1871 i Napoli) var en østrigsk klavervirtuos.
Thalberg var en naturlig søn af fyrst Dietrichstein og baronesse Wetzlar og fik en meget omhyggelig opdragelse. Hans egentlige klaverlærer var en fagottist ved operaen i Wien, hvor Thalberg allerede i en alder af 14 år vakte opsigt i privatkredse; han fortsatte sine studier under Sechter og Hummel og begyndte 1830 sine koncertrejser i Tyskland.
I 1835 optrådte han i Paris, hvor han endog med held tog kampen op med Liszt, og derefter besøgte han Belgien, Holland, England, Rusland og Skandinavien (i København spillede han i maj 1847 tre gange på det kongelige Teater). I 1855 berejste han Brasilien, 1856 Nordamerika og trak sig derefter tilbage til sin villa ved Napoli og levede der i stilhed til sin død, med undtagelse af årene 1862—63, da han igen foretog nogle koncertrejser.
Thalberg hører til sin tids første klavervirtuoser, selv om han, både som udøvende og som komponist, ubetinget hylder salonvirtuositeten. Ved sine kompositioner, der væsentligst består af transskriptioner af operamelodier og lignende, og som blandt andet blændende egenskaber også har den at forekomme tilhørerne vanskeligere, end de i virkeligheden er, har tilført klaverteknikken adskillige nye og taknemmelige effekter. Herunder, ''trehånds-effekten'', som består af at tommelfingrene udhamrer melodien mens resten af fingrene spiller hurtige arpeggioer, hvilket giver effekten af at pianisten har en ekstra hånd. Effekten inspirerede Liszt som i bl.a. Norma-fantasien. Hans to operaer, Florinda og Cristina di Suezia, gjorde ingen lykke.